# Lazce (Olomouc)
Lazce (Duits: Laske) is een wijk en kadastrale gemeente in de Tsjechische stad Olomouc met bijna 6.000 inwoners. Tot 1919 was Lazce een zelfstandige gemeente. In de wijk bevindt zich een honkbalveld, dat onder andere in 2005 is gebruikt voor het Europees kampioenschap honkbal.

## Geschiedenis
- 13e eeuw – Het ontstaan van Lazce.

## Aanliggende kadastrale gemeenten
| Aanliggende kadastrale gemeenten | Aanliggende kadastrale gemeenten | Aanliggende kadastrale gemeenten | Aanliggende kadastrale gemeenten | Aanliggende kadastrale gemeenten |
| -------------------------------- | -------------------------------- | -------------------------------- | -------------------------------- | -------------------------------- |
| Hejčín                           |                                  |                                  |                                  | Černovír                         |
|                                  |                                  |                                  |                                  |                                  |
| Nová Ulice                       | Klášterní Hradisko               |                                  |                                  |                                  |
|                                  |                                  |                                  |                                  |                                  |
|                                  |                                  | Olomouc-město                    |                                  |                                  |

Bělidla ·
Černovír ·
Droždín ·
Chomoutov ·
Chválkovice ·
Hejčín ·
Hodolany ·
Holice ·
Klášterní Hradisko ·
Lazce ·
Lošov ·
Nedvězí ·
Nemilany ·
Neředín ·
Nová Ulice ·
Nové Sady ·
Nový Svět ·
Olomouc-město ·
Pavlovičky ·
Povel ·
Radíkov ·
Řepčín ·
Slavonín ·
Svatý Kopeček ·
Topolany ·
Týneček